# Skoky do vody na Letních olympijských hrách 2016
Skoky do vody na Letních olympijských hrách 2016 v Riu de Janeiro proběhly od 7. srpna do 20. srpna.

## Medailisté

### Muži
| Kategorie                         | Zlato                                             | Stříbro                                                      | Bronz                                                |
| --------------------------------- | ------------------------------------------------- | ------------------------------------------------------------ | ---------------------------------------------------- |
| Prkno 3 m                         | Cchao Jüan · Čína (CHN)                           | Jack Laugher · Velká Británie (GBR)                          | Patrick Hausding · Německo (GER)                     |
| Věž 10 m                          | Čchen Aj-sen · Čína (CHN)                         | Germán Sánchez · Mexiko (MEX)                                | David Boudia · Spojené státy americké (USA)          |
| Synchronizované skoky z prkna 3 m | Chris Mears a Jack Laugher · Velká Británie (GBR) | Sam Dorman a Michael Hixon · Spojené státy americké (USA)    | Cchao Jüan a Čchin Kchaj · Čína (CHN)                |
| Synchronizované skoky z věže 10 m | Čchen Aj-sen a Lin Jüe · Čína (CHN)               | David Boudia a Steele Johnson · Spojené státy americké (USA) | Tom Daley a Daniel Goodfellow · Velká Británie (GBR) |

### Ženy
| Kategorie                         | Zlato                                       | Stříbro                                                 | Bronz                                                    |
| --------------------------------- | ------------------------------------------- | ------------------------------------------------------- | -------------------------------------------------------- |
| Prkno 3 m                         | Š' Tching-mao · Čína (CHN)                  | He Zi · Čína (CHN)                                      | Tania Cagnottová · Itálie (ITA)                          |
| Věž 10 m                          | Žen Čchien · Čína (CHN)                     | S' Ja-ťie · Čína (CHN)                                  | Meaghan Benfeitová · Kanada (CAN)                        |
| Synchronizované skoky z prkna 3 m | Š' Tching-mao a Wu Min-sia · Čína (CHN)     | Tania Cagnottová a Francesca Dallapé · Itálie (ITA)     | Maddison Keeneyová a Anabelle Smithová · Austrálie (AUS) |
| Synchronizované skoky z věže 10 m | Čchen Žuo-lin a Liou Chuej-sia · Čína (CHN) | Cheong Jun Hoong a Pandelela Rinongová · Malajsie (MAS) | Meaghan Benfeitová a Roseline Filionová · Kanada (CAN)   |

## Přehled medailí
| Pořadí | Země                   | Zlato | Stříbro | Bronz | Celkově |
| ------ | ---------------------- | ----- | ------- | ----- | ------- |
| 1      | Čína                   | 7     | 2       | 1     | 10      |
| 2      | Velká Británie         | 1     | 1       | 1     | 3       |
| 3      | Spojené státy americké | 0     | 2       | 1     | 3       |
| 4      | Itálie                 | 0     | 1       | 1     | 2       |
| 5      | Malajsie               | 0     | 1       | 0     | 1       |
| 6      | Mexiko                 | 0     | 1       | 0     | 1       |
| 7      | Kanada                 | 0     | 0       | 2     | 2       |
| 8      | Austrálie              | 0     | 0       | 1     | 1       |
| 9      | Německo                | 0     | 0       | 1     | 1       |
| Celkem | Celkem                 | 8     | 8       | 8     | 24      |